# Aeroportul Jos Orno Imsula
Aeroportul Jos Orno Imsula (IATA: JIO) este un aeroport din Tiakur⁠(d), Moa⁠(d), Maluku Barat Daya⁠(d), Maluku⁠(d), Indonezia.
Situat la o altitudine de 4 m, aeroportul dispune de o singură pistă.